# Quai Jean-Moulin (Lyon)
Pour les articles homonymes, voir Quai Jean-Moulin, Moulin (homonymie) et Jean Moulin (homonymie).
 (juin 2023).
Si vous disposez d'ouvrages ou d'articles de référence ou si vous connaissez des sites web de qualité traitant du thème abordé ici, merci de compléter l'article en donnant les références utiles à sa vérifiabilité et en les liant à la section « Notes et références ».
Le quai Jean-Moulin est une voie routière importante longeant la rive droite du Rhône dans les 1er et 2e arrondissements de Lyon, en France. Il s'appelait auparavant « quai de Retz ».

## Situation

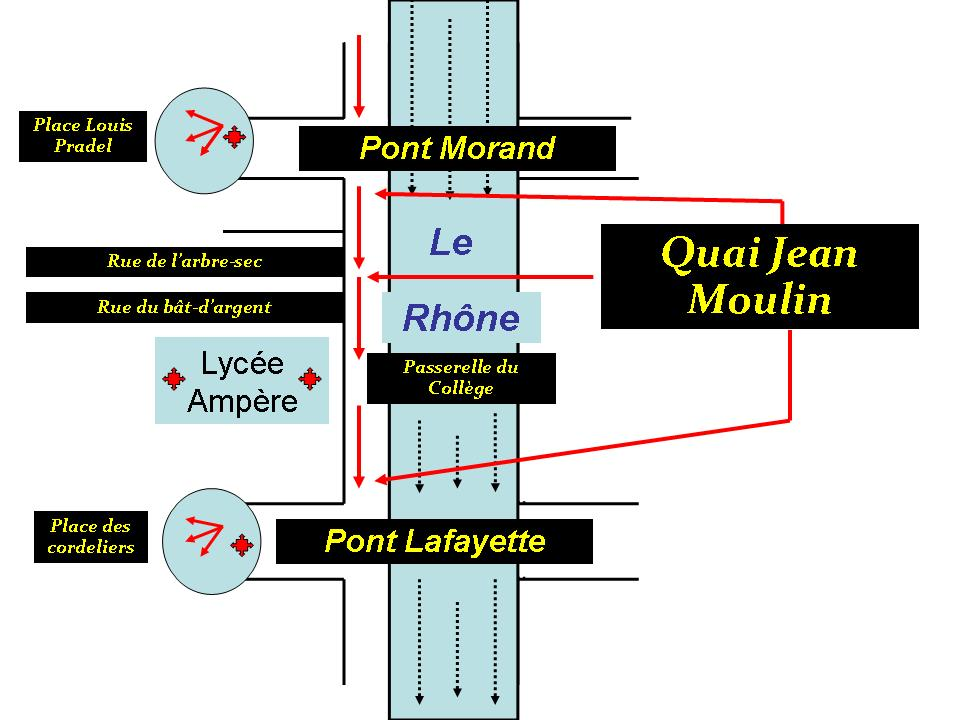
Schéma du quai

Le quai Jean-Moulin est situé sur la rive droite du Rhône, entre le quai André-Lassagne (en aval) et le quai Jules-Courmont (en amont). Il débute place Louis-Pradel, face au pont Morand et se termine place des Cordeliers face au pont Lafayette et reçoit des rues perpendiculaires comme la rue de l'Arbre-Sec et la rue du Bât-d'Argent qui mènent à la rue de la République.
Les chaussées sont séparées par une large pelouse plantée d’une double rangée de platanes et d'un beau massif floral en face de la passerelle du collège, juste au sud de la rue Gentil. Il représente un axe important en irriguant les communications nord-sud par quatre voies de circulation. Il est desservi par les lignes de bus numéros 9 et C5 ainsi que par des cars régionaux qui le relient au département de l’Ain.

## Origine du nom
Cette voie rend hommage au préfet, héros de la Résistance, Jean Moulin, arrêté dans la banlieue lyonnaise à Caluire-et-Cuire le 19 juillet 1943.

## Historique
À l'origine, quand cette partie du Rhône a été solidement endiguée, beaucoup de moulins à eau venaient s'amarrer le long de ce quai, près du centre-ville. En fait, le quai a été aménagé de 1737 à 1745 et plusieurs portes créées pour relier le fleuve à la ville.
Au fil des années, des travaux furent entrepris comme en 1810 où les maisons du quai furent alignées et dans les années 1857-1860 où le quai fut surélevé et élargis pour faire face aux crues du Rhône. Pendant l'entre-deux-guerres, une partie de la Foire de Lyon s'y est tenue avant de s'installer sur le quai Achille-Lignon, aujourd'hui « allée Achille-Lignon » dans le 6e arrondissement.
L'ancien quai de Retz, dont il subsiste encore deux plaques, a été rebaptisé quai Jean-Moulin par délibération municipale du 30 septembre 1946, et confirmé par délibération municipale du 24 mars 1947. C'est dire s'il est important au cœur des Lyonnais[style à revoir] qui ont aussi placé son portrait à l'angle du quai et de la rue Gentil ainsi que sur un mur de la prison Montluc, rue du Dauphiné dans le 3e arrondissement, où il fut détenu.
En 2024, en prévision d’un réaménagement global de la rive droite lyonnaise du Rhône, la Métropole de Lyon installe du mobilier urbain dit « transitoire » sur le quai, à son croisement avec le pont Lafayette, permettant aux usagers de s’assoir, de se mettre à l’ombre et de jouer.

## Bâtiments remarquables et lieux de mémoire
Plusieurs immeubles comportant souvent quatre à six étages avec des rez-de-chaussée en pierre, offrent un intérêt architectural certain :
- Les immeubles aux numéros 3 datant de 1802 avec des lions en façade et au numéro 7 avec des têtes en façade.
- L'immeuble des soieries Rosset (du nom des soieries Roisset) au numéro 9 date de 1934 et possède sept étages sur deux tours et des bas-reliefs présentant un groupe de femmes à la campagne et deux autres femmes décorant le portail métallique. Cet immeuble est actuellement occupé par La Maison du Rhône ;
- Le lycée Ampère, principal édifice, avec son austère façade du XVIIe siècle et son imposante entrée donnant accès au passage Ménestrier et au centre-ville ;
- Au numéro 14, on trouve encore sur la façade cette information antérieure à la fin du XVIIIe siècle : "Au Louis D’Or" ;
- Autres particularités : l'immeuble du numéro 20 datant de 1967 avec ses larges balcons, les immeubles des numéros 21 et 25 avec leur façade étroite comportant jusqu'à six étages et leurs belles portes d'entrée.

## Accès
- Ce site est desservi par la station de métro Cordeliers.
- A Cordeliers (Rue de la République)

  : direction Gare Saint Paul ou Vaulx-en-Velin-La Grappinière
  : direction Montessuy-Gutenberg ou Grange Blanche
  : direction Les Sources ou Jean Macé
  : direction Doua INSA
- A Cordeliers (Église Saint-Bonaventure)

  : direction Parilly
  : direction Sathonay Camp Manutention
- A Cordeliers (Quais de Rhône) :

  : direction Bellecour-Le Viste ou Rillieux-Semailles/Vancia
  : direction Crépieux-Les Brosses ou Montluel (Montluel=Tarification Ain)

## Galerie de photos

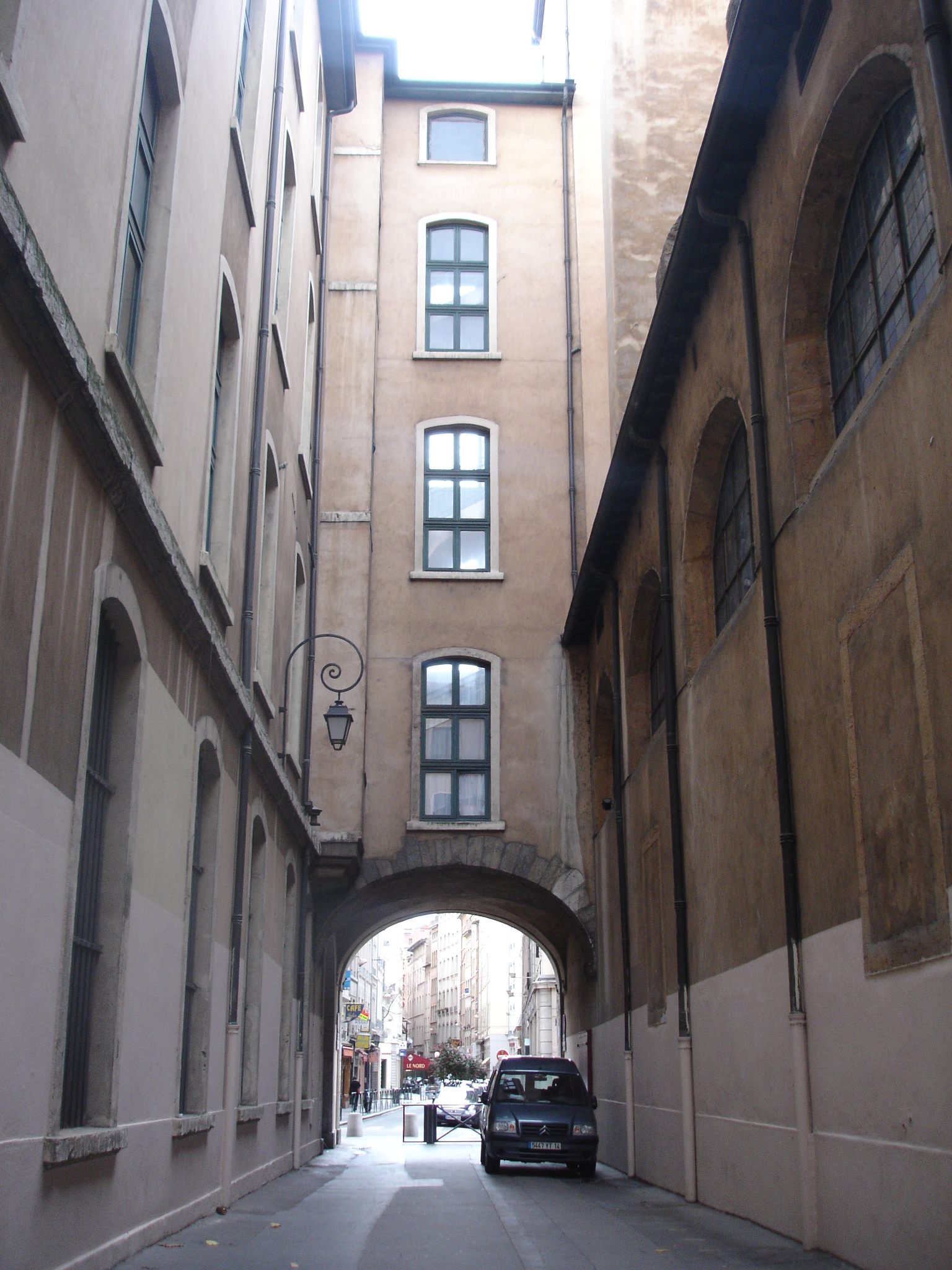
Rue en arcane en face de la passerelle du Collège
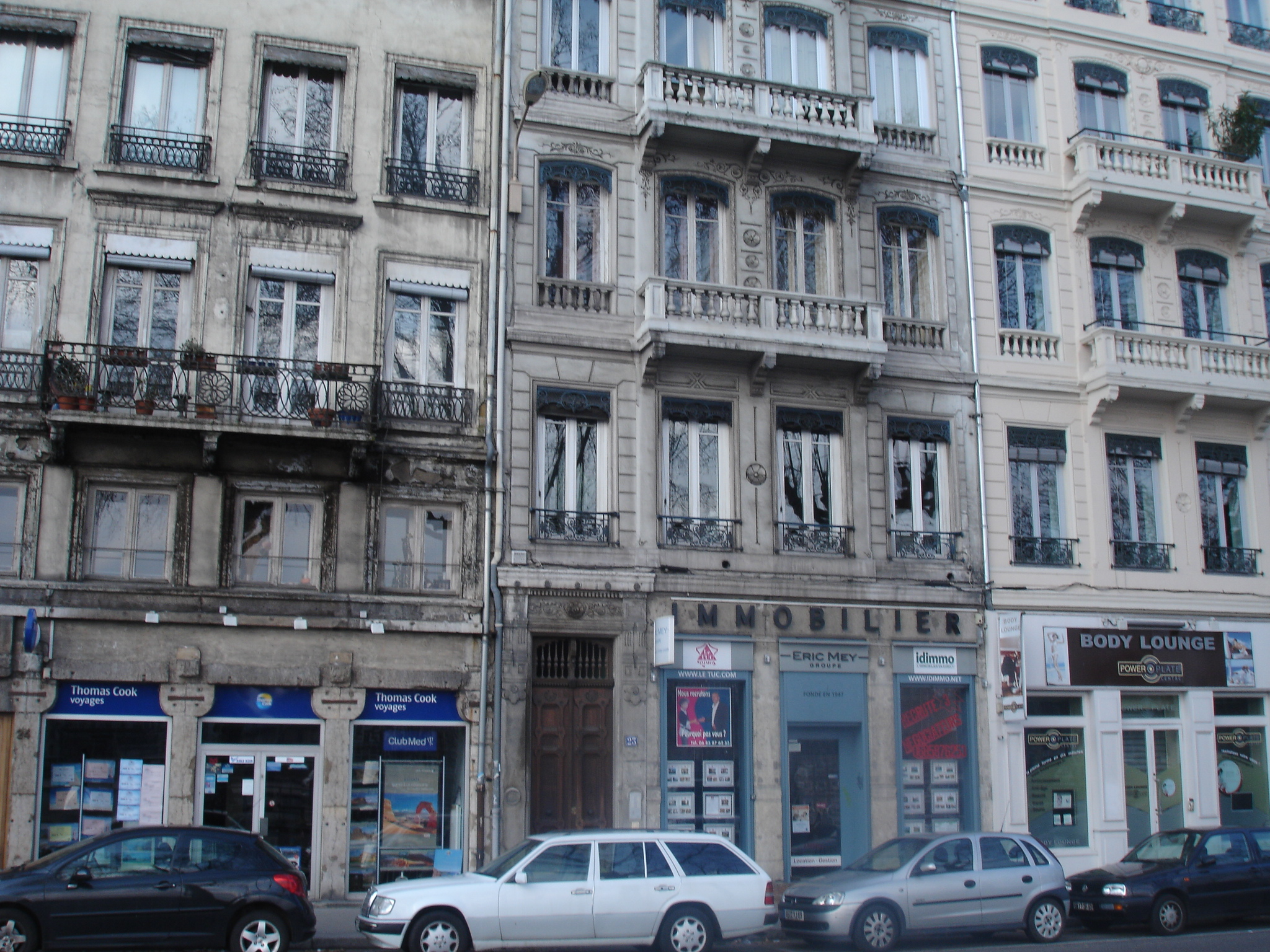
Façades XIXe siècle
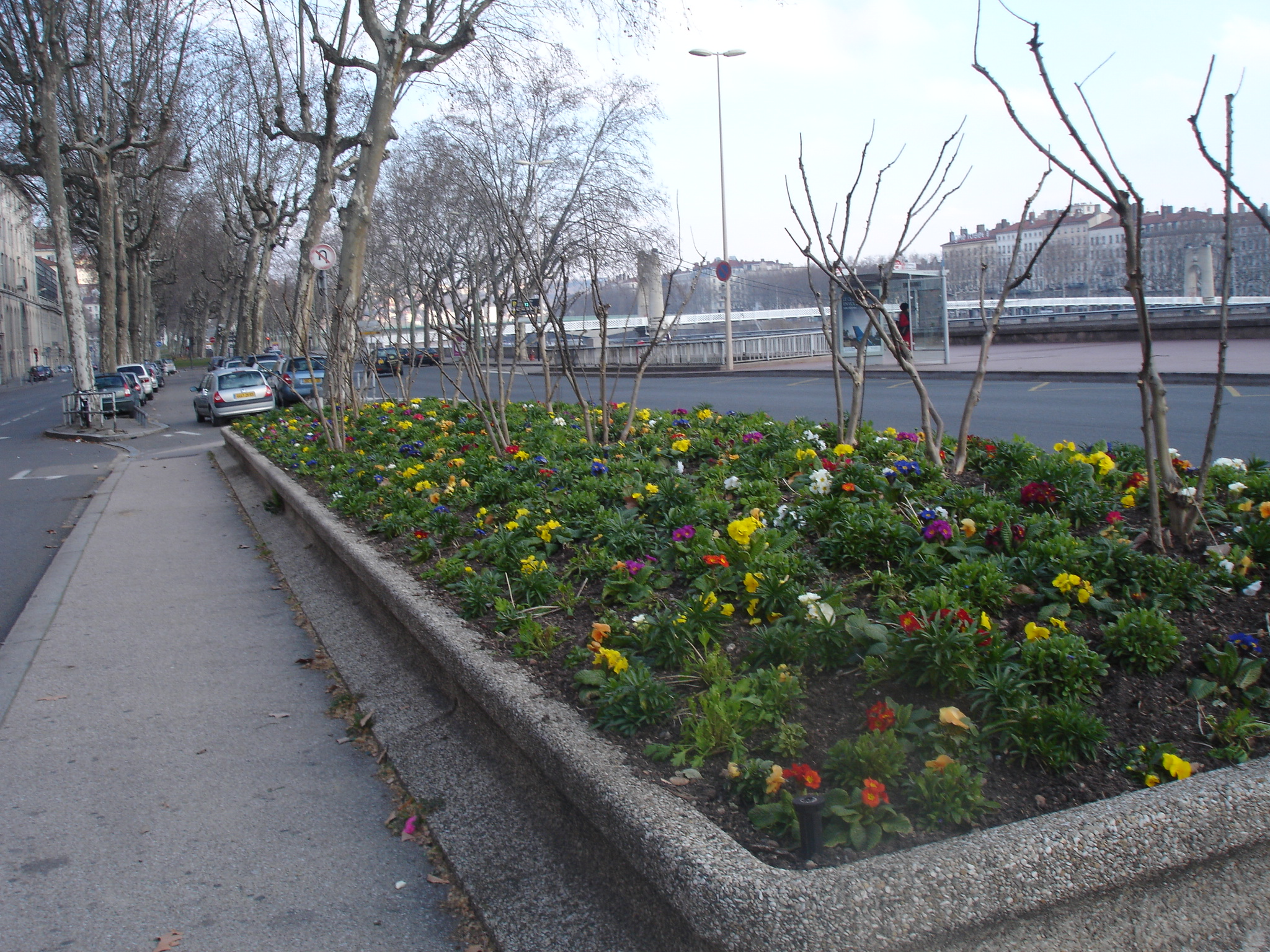
Terre-plain central
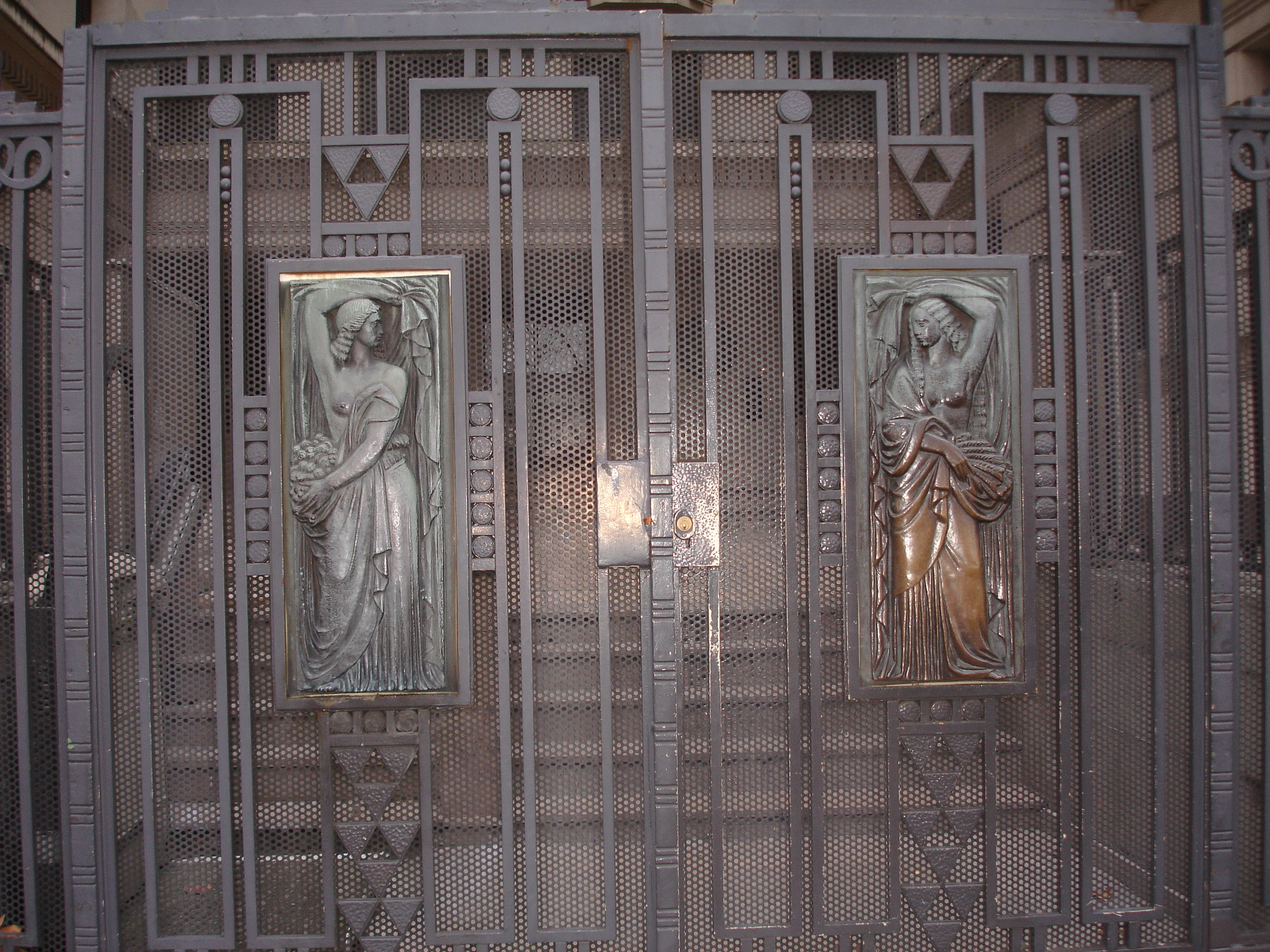
Maison du Rhône, entrée
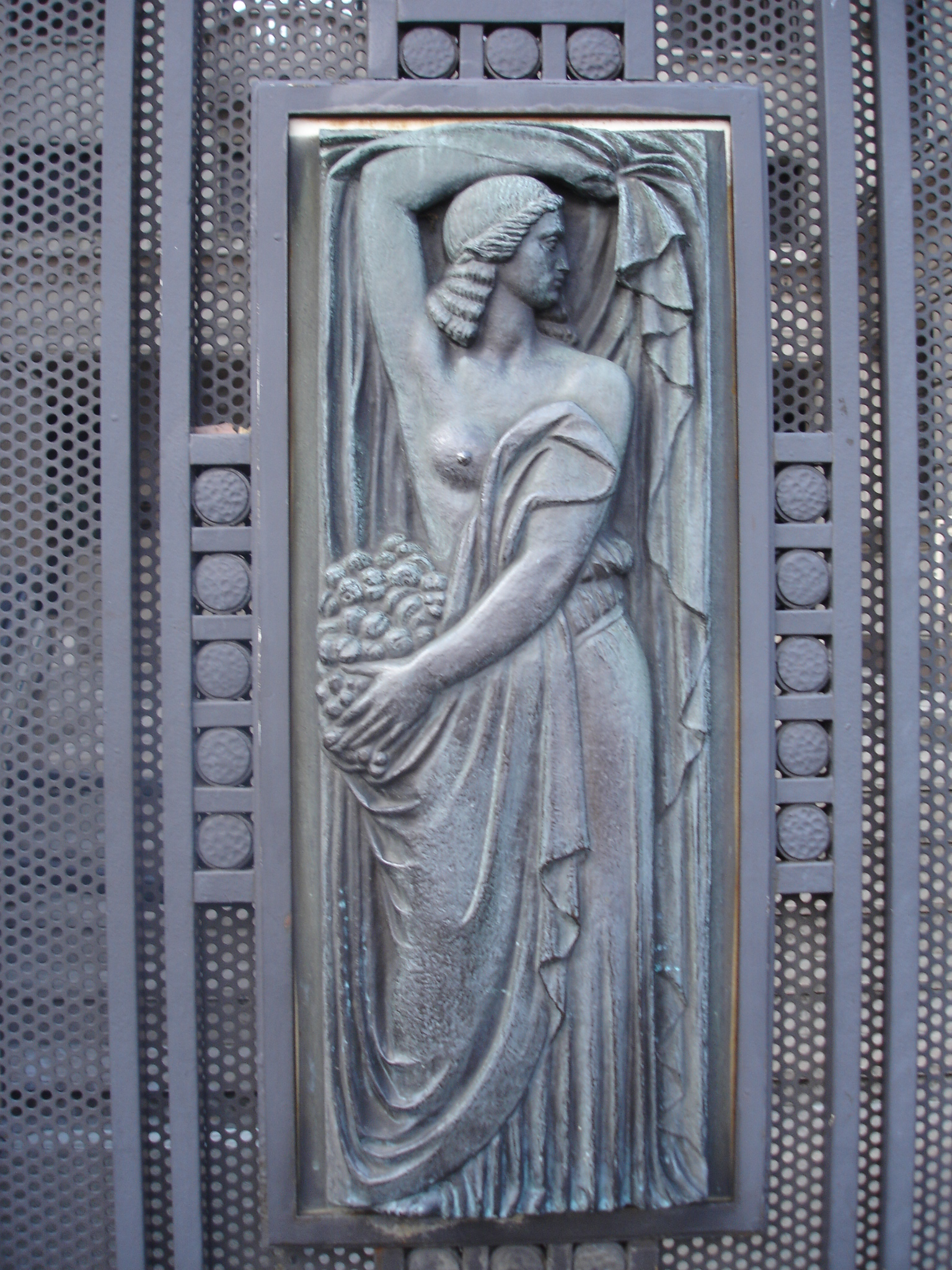
Maison du Rhône, détail entrée
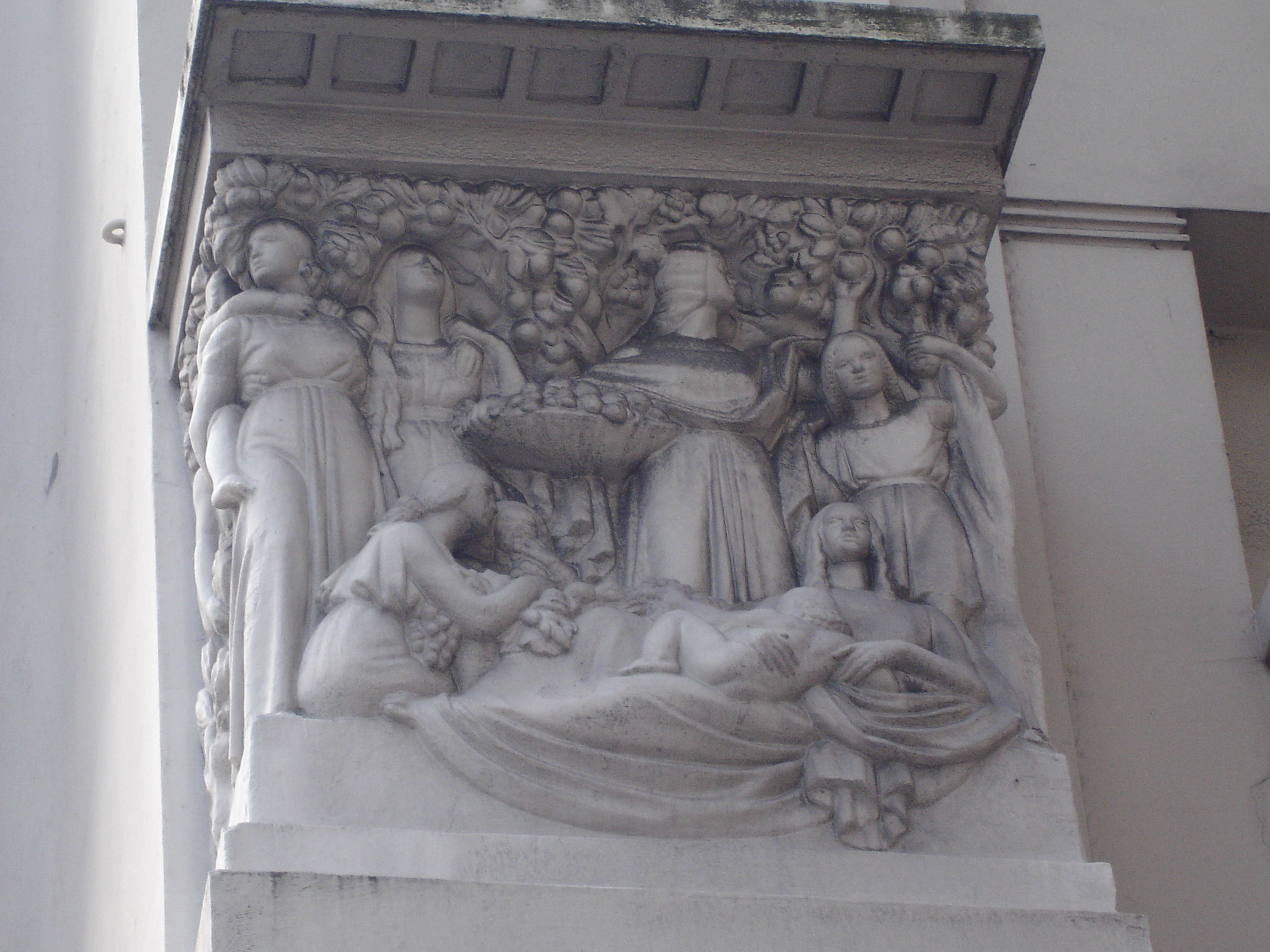
Maison du Rhône, frise gauche
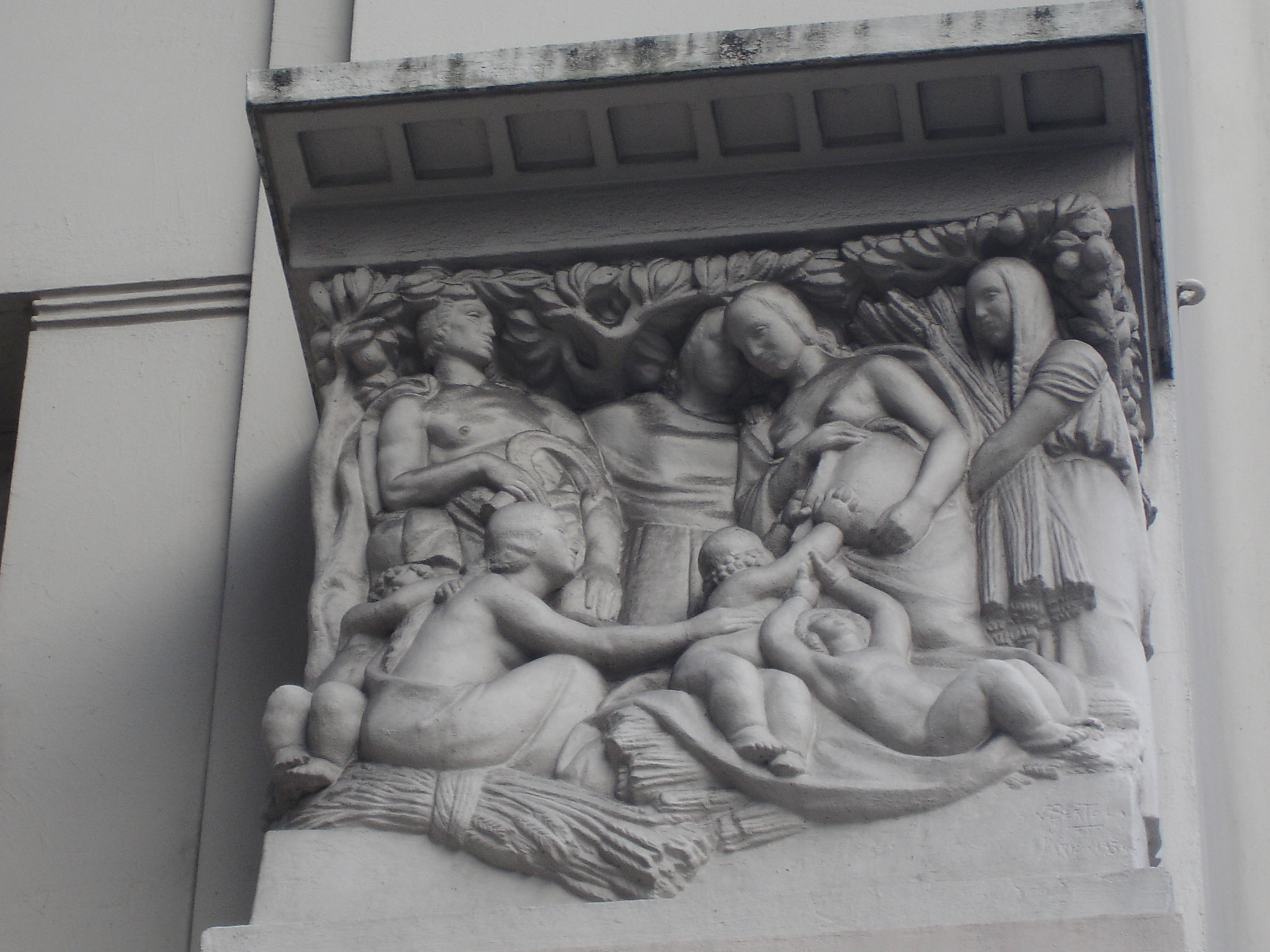
Maison du Rhône, frise droite